# Балабанів гурток
Балабанів гурток  — творчий гурток українських культурно-освітніх діячів періоду першої половини XVII століття, був заснований Гедеоном Балабаном. Активно здійснював редакційно-видавничу діяльність, що розгорталася у Стрятині (біля міста Рогатина) та Крилосі (біля міста Галича).
В Стрятині розміщувалася друкарня гуртка. Керував стрятинською друкарнею небіж Гедеона Балабана — Федір, редакторську роботу виконував Федір Касіянович, в Балабановому гурті приймали активну участь Памво Беринда, Тарасій Земка, Гаврило Дорофейович. Балабанів гурток продовжив справу Острозького науково-літературного гуртка, що існував в другій половині XVI століття.
Крім того, Балабанів гурток розвинув книговидавничу діяльність в Україні на новий досить якісний рівень, зокрема саме цей гурток першим почав введення до літератури сюжетних гравюр-ілюстрацій. Незабаром, в першій половині XVII ст., учасники Балабанового гуртка склали основу Вченого гуртка Києво-Печерської лаври.